# U. R. Ananthamurthy
U. R. Ananthamurthy (Udupi Rajagopalacharya Ananthamurthy; Kannada: ಯು.ಆರ್.ಅನಂತಮೂರ್ತಿ; * 21. Dezember 1932 im Dorf Melige, Karnataka; † 22. August 2014 in Bangalore) war ein indischer Schriftsteller.

## Leben und Werk

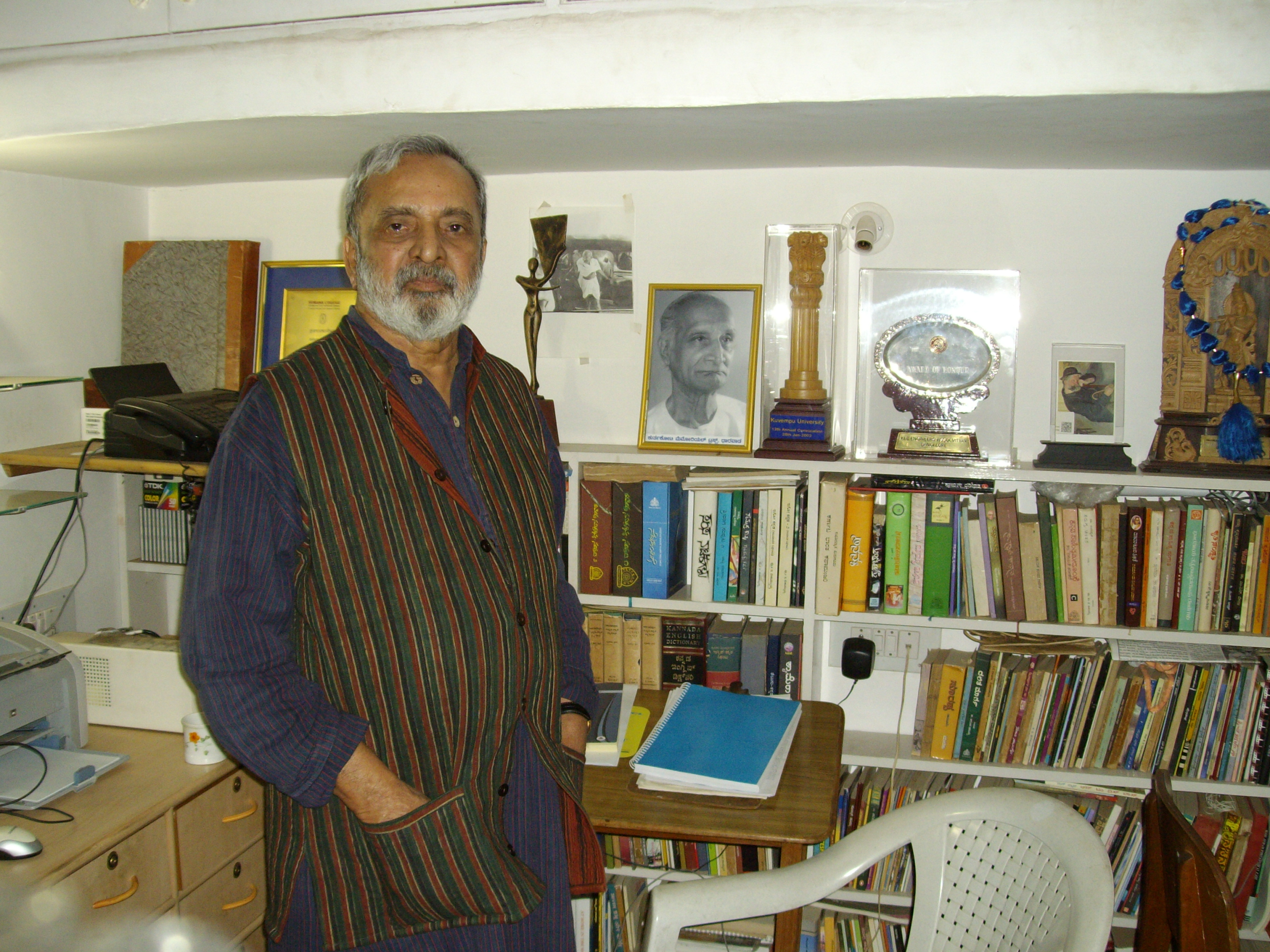
U R Ananthamurthy in seinem Lesezimmer

U. R. Ananthamurthy wurde in Indien bekannt für sein gesellschaftliches Engagement und als wichtiger Repräsentant der Navya-Bewegung (Die neue Bewegung) in der Literatur der Sprache Kannada. Als Schriftsteller kennt man ihn weit über diese Sprachgrenzen hinaus; er galt als einer der wichtigsten Autoren Indiens. Zu den zentralen Themen Ananthamurthys gehörten die Auseinandersetzung mit dem Kastensystem, mit religiösen Vorschriften und Traditionen sowie das ambivalente Verhältnis zwischen dem überlieferten kulturellen Wertesystem und den neuen Werten einer sich verändernden Welt.
Ananthamurthy ging in eine traditionelle Sanskrit-Schule, wuchs, wie er selbst sagt, als „Ghandian Socialist“ auf und studierte später Anglistik und vergleichende Literaturwissenschaft in Mysore und Birmingham, wo er 1966 promovierte. Er war einige Jahre Professor für englische Literatur an der University of Mysore, später Vizekanzler der Mahatma Gandhi University in Kottayam, Vorsitzender des National Book Trust und Präsident der Sahitya Akademi, der indischen Literaturakademie in Delhi. Zahlreiche Gastprofessuren führten ihn nach Europa und in die USA.
Seine literarische Karriere begann Ananthamurthy 1955 mit dem Erzählband Endendhigu Mugiyada Kathe (dt. Eine nie endende Geschichte). Danach hat er vier Romane, ein Drama, sechs Bände mit Kurzgeschichten, drei Lyrikbände und sechs Essaybände in Kannada und mehrere Aufsätze über Literatur in Englisch veröffentlicht. Seine Werke wurden in mehrere indische und europäische Sprachen übersetzt und mit bedeutenden Literaturpreisen ausgezeichnet, so auch mit dem Jnanpith Award (1994), dem renommiertesten indischen Literaturpreis. Als sein bedeutendster Roman gilt Samskara oder Was tun mit der Leiche des Ketzers, die uns im Weg liegt und das Leben blockiert (1966, deutsch 1994). „Samskara“ bedeutet sowohl Kultur als auch Ritual, aber auch Todesritus.
Erzählt wird die Geschichte eines Dorfpriesters, der sich mit den sozialen und religiösen Tabus seiner Umwelt auseinandersetzt und eine Antwort sucht auf die Frage: Was ist eigentlich „Samskara“? Wird Kultur nur dann aufrechterhalten, wenn man der Tradition mit blindem Eifer folgt? Ananthamurthy problematisiert die Diskriminierung durch das Kastenwesen, die repressive Glaubenspraxis der Brahmanen. Die Verfilmung des Romans durch Pattabhi Rama Reddy im Jahre 1970 löste eine neue Welle von Autorenfilmen im Kannada-Film aus. In dem Roman Bharatipura (1973) kehrt der Brahmane und Grundbesitzer Jagannatha nach seinem Studium in England in seine sehr traditionsgebundene Heimatstadt zurück und versucht, die dortigen Gesellschaftsstrukturen zu verändern. Er will den Unberührbaren den Eintritt in den Tempel ermöglichen und stößt dabei auf den Widerstand der höheren Kasten. Sein Versuch, um sich herum ein gerechtes System zu schaffen und damit auch zu innerer Freiheit zu gelangen, scheitert. Bewusst schrieb Ananthamurthy primär nicht auf Englisch, sondern in Kannada. Sein letzter Roman Divya (Glanz/Feuerprobe) erschien 2001.

## Sonstiges
U. R. Ananthamurthy war Teilnehmer beim internationalen literaturfestival Berlin 2002 und Mitglied der Delegation indischer Schriftsteller bei der Frankfurter Buchmesse 2006, bei der Indien Partnerland der Buchmesse war.

## Werke (Auswahl)
- Sonnenpferdchen. Erzählungen, Lotos Werkstatt, Berlin, 2017
- Das verborgene Feuer, Mangalam, Urach, 1986
- Yatra, Indus, New Delhi, 1993
- Samskara oder Was tun mit der Leiche des Ketzers, die uns im Weg liegt und das Leben blockiert, deutsch von Gernot Schneider, Waldgut Verlag, Frauenfeld, 1994 und Lotos Werkstatt, Berlin 2013
- Avastai, Aam, Civacacai, 1996
- Bharathipura, Macmillan India, Madras, 1996
- Bhava, Penguin, Neu-Delhi, New York, 1998
- Stallion of the Sun and Other Stories, Penguin, Neu-Delhi, 1999
- Divya, 2001
- Literature and Culture, Papyrus, Calcutta, 2002